# Poagrostis pusilla
Poagrostis pusilla är en gräsart som först beskrevs av Christian Gottfried Daniel Nees von Esenbeck, och fick sitt nu gällande namn av Otto Stapf. Poagrostis pusilla ingår i släktet Poagrostis och familjen gräs. Inga underarter finns listade i Catalogue of Life.